# Wendy van der Zanden
Wendy van der Zanden (Moergestel, 20 juni 1988) is een voormalig Nederlandse topzwemster, ze trainde in Nederland bij het Nationaal Zweminstituut Eindhoven onder leiding van Marcel Wouda. Later zette ze haar loopbaan verder in Antwerpen (België), onder leiding van Ronald Gaastra. In haar zwemcarrière heeft ze verschillende Nederlandse Records verbroken. Momenteel is zij nog steeds houdster van het Nederlands Record op de 400m wisselslag lange baan. Van der Zanden is de jongere zus van paralympisch zwemmer Mike van der Zanden.

## Carrière
Tijdens de Nederlandse kampioenschappen zwemmen 2006 in Eindhoven veroverde Van der Zanden haar eerste nationale titel. Op de Open Nederlandse kampioenschappen kortebaanzwemmen 2007 in Amsterdam verbeterde ze voor het eerst een Nederlands record op de 4x100 meter wisselslag. 
Dankzij haar prestaties op de Amsterdam Swim Cup 2010 werd Van der Zanden geselecteerd voor haar eerste Europese kampioenschappen zwemmen 2010 in Boedapest. In de Hongaarse hoofdstad haalde zij de halve finales van de 50 meter rugslag. Op de Europese kampioenschappen kortebaanzwemmen 2010 in Eindhoven eindigde Van der Zanden als zesde op de 200 meter rugslag en als zevende op de 100 meter rugslag.
Later in haar zwemcarrière maakte zij de overstap naar de wisselslag en met succes. Tijdens de Europese kampioenschappen kortebaanzwemmen 2011 in Szczecin eindigde ze als zesde op de 200 meter wisselslag met een nieuw Nederlands Record (stond op naam van Femke Heemskerk), en als achtste op de 200 meter rugslag, op de 50 meter rugslag behaalde zij de halve finales. Ook eindigde ze als achtste in de finale op de 4x50 meter wisselslag. 
Tijdens de Swim Cup van Eindhoven (2012) kwam Van der Zanden 0,09 seconden tekort voor een ticket naar de Olympische Spelen in Londen. 
Op de World Cup van Berlijn in 2013 zwom Van der Zanden naar een nieuw Nederlands Record op de 400m wisselslag korte baan.
Het Europees Kampioenschap van Berlijn in 2014 was een toptoernooi voor Van der Zanden. Voor het eerst in haar zwemcarrière bereikte zij de finale op een lange baan toernooi op de 200m wisselslag. Zij werd hier uiteindelijk 6de. Ze behaalde een zilveren medaille samen met het estafetteteam op de 4x100m wisselslag (mixed). Later in het toernooi werd zij 4de in de finale met het estafetteteam op de 4x100m wisselslag.
In 2015 probeerde zij zich te plaatsen voor de Wereldkampioenschappen op de 4x200m vrije slag. Van der Zanden haalde dit, maar de KNZB besloot geen 4x200m vrije slag ploeg te laten starten op het WK. Van der Zanden wilde meer wisselslag gaan zwemmen op de trainen, maar de KNZB zag dit niet zitten. Zij kreeg een keuze: vrije slag trainen OF weggaan. Van der Zanden besloot daarop om contact te zoeken met Ronald Gaastra in Antwerpen en zo liet zij Eindhoven achter zich en kwam in België terecht. 
Onder leiding van Ronald Gaastra bloeide Van der Zanden op en zwom zij in 2016 op het Europees Kampioenschap lange baan in Londen naar een nieuw Nederlands Record op de 400m wisselslag. Deze staat tot nu toe nog steeds. Helaas kwam zij NET tekort voor een Olympisch limiet voor de Olympische Spelen in Rio.

## Resultaten

### Internationale toernooien
| Jaar | Olympische Spelen | WK langebaan | WK kortebaan                            | EK langebaan | EK kortebaan                                                                               | World Cup                                     |
| ---- | ----------------- | ------------ | --------------------------------------- | --- | ------------------------------------------------------------------------------------------ | --------------------------------------------- |
| 2010 |                   |              |                                         | 14e 50m rugslag 17e 100m rugslag                                                                                             | 17e 50m rugslag 7e 100m rugslag 6e 200m rugslag                                            |                                               |
| 2011 |                   |              |                                         | | 16e 50m rugslag 8e 200m rugslag 6e 200m wisselslag (Nederlands Record) 8e 4x50m wisselslag |                                               |
| 2012 |                   |              | 15e 200m wisselslag 14e 400m wisselslag | 11e 100m wisselslag 8e 200m wisselslag 12e 400m wisselslag                                                                   |                                                                                            |                                               |
| 2013 |                   |              |                                         | | 11e 100m wisselslag 17e 200m wisselslag 22e 400m wisselslag                                | 400m wisselslag: Nederlands Record korte baan |
| 2014 |                   |              |                                         | 17e 200m vrije slag Zilveren medaille: 4x100m wisselslag mixed 4de: 4x100m wisselslag 7e 200m wisselslag 15e 400m wisselslag |                                                                                            |                                               |
| 2015 |                   |              |                                         | |                                                                                            |                                               |
| 2016 |                   |              |                                         | 7e 200m wisselslag 13e 400m wisselslag (Nederlands Record)                                                                   |                                                                                            |                                               |

### Nederlandse kampioenschappen zwemmen
| Jaar | NK langebaan                                        | NK kortebaan                                               |
| ---- | --------------------------------------------------- | ---------------------------------------------------------- |
| 2006 | 100m rugslag · 200m rugslag                         | 4e 200m vrije slag · 100m rugslag · 200m rugslag           |
| 2007 | 6e 200m vrije slag · 4e 100m rugslag · 200m rugslag | 200m vrije slag · 200m rugslag                             |
| 2008 | 200m vrije slag · 100m rugslag · 4e 200m rugslag    | 5e 200m vrije slag · 100m rugslag · 200m rugslag           |
| 2009 | 4e 50m rugslag · 100m rugslag · 200m rugslag        | 10e 200m vrije slag · 100m rugslag · 200m rugslag          |
| 2010 | 6e 200m vrije slag · 100m rugslag · 200m rugslag    | 200m vrije slag · 100m rugslag · 200m rugslag              |
| 2011 | 5e 100m vrije slag 5e 200m vrije slag               | 20e 100m vrije slag 21e 200m vrije slag 4e 200m wisselslag |
| 2012 |                                                     | 100m rugslag 4e 100m vlinderslag 200m wisselslag           |
| 2013 | 4e 200m vrije slag 200m wisselslag 400m wisselslag  | 100m vlinderslag 200m wisselslag 400m wisselslag           |
| 2014 |                                                     | 200m vrije slag 200m rugslag 200m wisselslag               |

## Persoonlijke records
Bijgewerkt tot en met 4 augustus 2016

### Kortebaan
| Afstand         | Tijd    | Datum            | Plaats           |
| --------------- | ------- | ---------------- | ---------------- |
| 200m vrije slag | 1.57,71 | 7 november 2014  | Tilburg          |
| 50m rugslag     | 27,79   | 24 oktober 2009  | Aken             |
| 100m rugslag    | 59,24   | 25 november 2010 | Eindhoven        |
| 200m rugslag    | 2.06,42 | 11 december 2011 | Szczecin         |
| 100m wisselslag | 59,74   | 21 december 2013 | Saint Petersburg |
| 200m wisselslag | 2.09,09 | 7 augustus 2013  | Eindhoven        |
| 400m wisselslag | 4.36,03 | 11 augustus 2013 | Berlijn          |

### Langebaan
| Afstand         | Tijd    | Datum            | Plaats    |
| --------------- | ------- | ---------------- | --------- |
| 200m vrije slag | 2.00,10 | 11 juli 2014     | Dordrecht |
| 50m rugslag     | 29,42   | 15 augustus 2013 | Sao Paulo |
| 100m rugslag    | 1.02,30 | 26 maart 2010    | Amsterdam |
| 200m rugslag    | 2.14,10 | 10 april 2011    | Eindhoven |
| 200m wisselslag | 2.13,14 | 12 april 2012    | Eindhoven |
| 400m wisselslag | 4.44,73 | 16 mei 2016      | Londen    |

- (en)  Records en resultaten van Wendy van der Zanden op Swimrankings.net